# Euraphia
Euraphia is een zeepokkengeslacht uit de familie van de Chthamalidae. De wetenschappelijke naam van het geslacht werd voor het eerst geldig gepubliceerd in 1837 door Conrad.

## Soorten
De volgende soorten zijn bij het geslacht ingedeeld:
- Euraphia aestuarii (Stubbings, 1963)
- Euraphia apelloefi (Nilsson-Cantell, 1921)
- Euraphia calcareobasis (Henry, 1957)
- Euraphia depressa (Poli, 1791)
- Euraphia devaneyi Foster & Newman, 1987
- Euraphia hembeli Conrad, 1837
- Euraphia pilsbryi (Hiro, 1936)

### Synoniemen
- Euraphia eastropacensis Laguna, 1987 => Microeuraphia eastropacensis (Laguna, 1987)
- Euraphia montgomeryi Foster, 1990 => Pseudoeuraphia montgomeryi (Foster, 1990)
- Euraphia rhizophorae (de Oliveira, 1940) => Microeuraphia rhizophorae (De Oliveira, 1940)
- Euraphia rhizophorae (Oliveira, 1940) => Microeuraphia eastropacensis (Laguna, 1987)